# 아시아붉은뺨다람쥐
아시아붉은뺨다람쥐(Dremomys rufigenis)는 다람쥐과에 속하는 설치류의 일종이다. 캄보디아와 중국, 인도, 라오스, 말레이시아, 미얀마, 태국, 베트남에서 발견된다.